# Mark Levine
Mark Levine (* 4. Oktober 1938 in Concord/New Hampshire; † 27. Januar 2022) war  ein US-amerikanischer Jazzpianist und -posaunist, der vor allem als Vertreter des Latin Jazz bekannt war.

## Leben und Wirken
Levine begann seine Laufbahn als Jazzmusiker in Daytona Beach und studierte bis 1960 an der Boston University. Er war Schüler von Hall Overton, Herb Pomeroy und Jaki Byard. Er arbeitete dann u. a. mit Houston Person (Underground Soul, 1966), Ed Curran, Mongo Santamaría (1969–1970), Willie Bobo (1971–1974), David Liebman, Joe Henderson und Gábor Szabó. Henderson spielte zwei seiner Kompositionen auf seinem Album Canyon Lady ein. Mitte der 1970er-Jahre zog Levine nach San Francisco, wo er mit Art Pepper/Warne Marsh (Unreleased Art: Volume 9: At Donte’s, April 26, 1974), mit Woody Shaw (1975–1976), dem Blue Mitchell/Harold Land Quintet (1975–1979), Stan Getz, Bobby Hutcherson, Luis Gasca, Cal Tjader (1979–1983) und anderen zusammenarbeitete. Danach leitete er überwiegend eigene Bands, mit denen er eine Reihe von Alben vorlegte, zuletzt Off & On: The Music of Moacir Santos (2009). Im Bereich des Jazz war er laut Tom Lord zwischen 1966 und 2012 an 90 Aufnahmesessions beteiligt, zuletzt mit der Ali Ryerson Jazz Flute Big Band.
Neben seiner Tätigkeit als Musiker gab Levine Jazzkurse in ganz Europa, Kanada, China, Australien und Neuseeland, unterrichtete in verschiedenen Jazzcamps und seit 2000 an der University of California at Berkeley. Ab Mitte der 1990er-Jahre veranstaltete er die Jazz Masters Clinic Series, einer Mischung aus Workshop und Meisterklasse, an der u. a. Cedar Walton, Mulgrew Miller, Kenny Barron, Elvin Jones, Eddie Palmieri und Tommy Flanagan mitwirkten. Außerdem schrieb Levine mehrere Bücher über Jazz. Sein Album Isla wurde 2003 für einen Grammy als Best Latin Jazz Recording nominiert.

## Diskographie
- Up 'til now, Mark Levine Quintet, 1977
- Concepts, Marl Levine Quintet, 1983
- Smiley and Me mit Smiley Winters, 1985
- One Notch Up mit Eddie Marshall, John Wiitala, 1997
- Hey, It's Me mit Peter Barshay, Michael Spiro, Paul van Wageningen, 2000
- Mark Levine & the Latin Tinge, 2001
- Serengeti mit Peter Barshay, Michael Spiro, Paul van Wageningen, 2001
- Isla mit Peter Barshay, Sheila Smith, Michael Spiro, Paul van Wageningen, Harvey Wainapel, 2002
- Pilgrim's Progress, 2007
- Off & On: The Music of Moacir Santos, 2009

## Schriften
- Jazz piano masterclass with Mark Levine. The Drop 2 book. Sher Music, Petaluma CA 2006, ISBN 1-883217-47-4.
- The Jazz Piano Book. Sher Music, Petaluma CA 1989, ISBN 0-9614701-5-1 (deutsch: Das Jazz-Piano-Buch. Advance Music, Rottenburg 1992, ISBN 3-89221-040-3).
- The Jazz Theory Book. Sher Music, Petaluma CA 1995, ISBN 1-883217-04-0 (deutsch: Das Jazz-Theorie-Buch. Advance Music, Rottenburg 1996, ISBN 3-89221-046-2).